# Alonzo Clemons
Alonzo Clemons (ur. 1958 w Boulder) – niepełnosprawny oraz cierpiący na zaburzenia rozwojowe sawant, rzeźbiarz amerykański. 
Alonzo Clemons został sawantem po urazie głowy w dzieciństwie. Stracił wówczas podstawowe zdolności manualne – nie potrafił wiązać butów oraz samodzielnie jeść, zyskał wówczas talent do rzeźbienia. W ciągu 20 minut potrafi uformować z wosku wierną podobiznę każdego zwierzęcia, które widział przez kilka lub kilkanaście sekund lub też stworzyć rzeźbę zwierzęcia po obejrzeniu kilku zdjęć (uwzględniając położenie organów oraz napięte mięśnie). Jego chorobę zdiagnozowali jego rodzice po obejrzeniu filmu pt. Rain Man, w którym główny bohater filmu był sawantem. W 2003 roku Alonzo Clemons wziął udział w Specjalnej Olimpiadzie Kolorado.
Został sławny po wykonaniu rzeźby konia naturalnej wielkości. Rzeźby Clemonsa są niezwykle realistyczne, ukazują każdy szczegół anatomiczny i doskonałe proporcje. Jego prace są wystawiane w galeriach sztuki w Stanach Zjednoczonych (głównie w Kalifornii) i wyceniane na wiele tysięcy dolarów. Jedno z dzieł Alonza zostało sprzedane za 45 000 dolarów.

## Filmografia
- 2006 – Piękne umysły jako on sam[6]